# Saleh Djasit
Saleh Djasit (sinh ngày 13 tháng 11 năm 1943) là chính trị gia và sĩ quan quân đội người Indonesia, từng giữ chức Thống đốc Riau từ năm 1998 đến 2003, và đại biểu của Hội đồng Đại diện Nhân dân (DPR) từ năm 1997 đến 1998 và 2004 đến 2008. Ông cũng là nhiếp chính huyện Kampar từ năm 1986 đến 1996. Ông bị bắt và kết án 4 năm tù vào năm 2008 trong một vụ án tham nhũng, nhưng được ra tù khi hứa cam kết sau 2,5 năm.

## Tiểu sử
Djasit sinh ra ở Pujud, ngày nay là huyện Rokan Hilir, tỉnh Riau, vào ngày 13 tháng 11 năm 1943.  Ông học tại nhà cho đến 9 tuổi, khi chuyển đến thị trấn Sedinginan, ông hoàn thành chương trình tiểu học ở tuổi 16. Sau đó, ông chuyển đến Pekanbaru, Padang và Bandung, nơi đây ông đăng ký học tại Đại học Nahdlatul Ulama ngành kinh tế vào năm 1965. Ông không hoàn thành bằng cấp và thay vào đó đăng ký làm nhân viên dân sự cho Đại học Chỉ huy và Tham mưu Quân đội Indonesia. Sau đó, ông được tuyển vào giáo dục quân sự, làm việc trong ngành tình báo và nghiên cứu luật quân sự.

## Sự nghiệp
Ngày 3 tháng 4 năm 1986, Djasit khi đó mang quân hàm trung tá làm công tố viên quân sự ở Nam Sulawesi, được bổ nhiệm trở thành nhiếp chính của huyện Kampar. Ông giữ chức vụ này trong hai nhiệm kỳ cho đến năm 1996. Ông trở lại thực hiện nghĩa vụ quân sự theo quy định sau khi kết thúc nhiệm kỳ nhiếp chính và được thăng cấp chuẩn tướng ngày 4 tháng 6 năm 1997. Sau đó, ông được bổ nhiệm làm đại biểu quân sự của Hội đồng Đại diện Nhân dân năm 1997, bắt đầu từ ngày 1 tháng 10 năm đó. Ông vận động hành lang để xây dựng một nhà máy thủy điện đầu tiên ở Riau trong nhiệm kỳ ở Kampar. Đồng thời ông giám sát việc thành lập các đồn điền dầu cọ quy mô lớn trong huyện.
Ngày 21 tháng 11 năm 1998, Djasit tuyên thệ nhậm chức Thống đốc Riau sau khi được bầu với 25 trên 45 phiếu bầu. Thời điểm này, bầu không khí chính trị ở Indonesia hỗn loạn do sự sụp đổ của Suharto, Djasit bị hàng chục người biểu tình chặn lại ngay sau lễ tuyên thệ nhậm chức. Đầu nhiệm kỳ, ông phải đối mặt với các cuộc biểu tình diễn ra hàng tháng. Trong nhiệm kỳ, ông ban hành đình chỉ cấp phép nạo vét cát. Tuy nhiên, trong lần tái tranh cử năm 2003, ông đã bị Rusli Zainal đánh bại trong cuộc bầu cử của cơ quan lập pháp, chỉ giành được 19 trong số 54 phiếu bầu so với 34 của Zainal.
Sau khi nhiệm kỳ thống đốc kết thúc, Djasit được bầu vào đại biểu Hội đồng Đại diện Nhân dân với tư cách thành viên đảng Golkar sau cuộc bầu cử năm 2004, tuyên thệ vào ngày 1 tháng 10 năm 2004.

### Bắt giữ
Djasit bị Ủy ban Bài trừ Tham nhũng (KPK) định rõ là nghi phạm vào tháng 11 năm 2007, liên quan đến việc mua 20 xe cứu hỏa vào năm 2003. Ông bị bắt vào ngày 19 tháng 3 năm 2008, trở thành đại biểu đầu tiên của DPR bị KPK bắt giữ. Ông bị kết án 4 năm tù giam vào ngày 28 tháng 8 năm 2008 và phạt 200 triệu Rupiah. Ông ra tù với lời hứa cam kết vào ngày 16 tháng 8 năm 2010, sau khi thụ án 2,5 năm.

## Cuộc sống sau đó
Djasit bày tỏ ông có ý định xuất bản một cuốn tự truyện và một cuốn sách về lịch sử về quê nhà Pujud. Kể từ năm 2022, ông vẫn hoạt động chính trị trong đảng Golkar.